# Vordingborg Slot
Vordingborg Slotsruin er resterne af den middelalderlige kongeborg Vordingborg Slot. Ruinen er beliggende i købstaden Vordingborg på Sydsjælland og har været en af landets største middelalderborge.
Over for borgen findes øen (nu halvøen) Oringe, hvis ældste kendte navneform (fra 1231) er Worthyng, hvilket antagelig betyder "stedet med vagtposten".

## Borgens historie

### Grundlæggelsen
Vordingborg Slot blev grundlagt af kong Valdemar den Store omkring år 1160. Men allerede før har der på stedet ligget en stormandsgård. Nyere arkæologiske udgravninger har fundet et udsnit af en kirkegård fra begyndelsen af 1100-tallet. Dengang var det normalt, at kirkerne blev bygget i forbindelse med stormandsgårdene, og det var sandsynligvis også tilfældet i Vordingborg.
Ligesom ved den oprindelige stormandsgård har man også kun begrænset viden om kong Valdemars nye borganlæg. Arkæologiske undersøgelser har fastslået, at der var tale om ringvold med en omkransende voldgrav. Selve borgpladsen har været 30 x 40 meter.
Der er endnu ikke fundet spor efter faste bygninger fra denne ældste borg.

### Fornyelsen omkring 1200
Valdemar den Stores Vordingborg blev allerede ændret under den næste generation. Der er fundet rester af en større dæmning med mindre egepæle, som er fra træer fældet i sommeren 1189: Dette indebærer, at der må have været fortsatte arbejder på borgen under Valdemar den Stores efterfølger, Knud 6., som regerede 1182-1202. Den nyeste forskning viser, ar Knud 6. har udbygget borgen i langt større grad en tidligere antaget. Der er således bygget videre i 1195 og i 1198-1199. Forskningen viser også, at Knud 6. var den første der byggede med teglsten.
Lige nord for borgen byggedes en ny fornem kirke i teglsten, Skt. Andreaskirken. Den gamle randvold blev nu sløjfet til fordel for en ringmur opført af munkesten. Jorden fra randvolden blev anvendt til at hæve niveauet på borgpladsen inden for muren.
Langs den sydlige ringmur opførtes på omtrent samme tid et 30 meter langt stenhus, det såkaldte palatium. Der er formodentlig tale om kongens bolig.

### Valdemar Atterdags Vordingborg
I det følgende århundrede efter kong Valdemar Sejr blev borgen flere gange udvidet, men mest markant under Valdemar Atterdag. Dendrokronologisk datering af pæle fra anlægget viser, at træerne er fældet i vinteren 1358-59, og udvidelsen af borgen må være foretaget kort efter.
I slutningen af 1300-tallet fremstod den sandsynligvis med 9 fæstningstårne og 12 halvtårne, forbundet af næsten 800 meter fæstningsmur i 8 meters højde. De store fæstningstårne omfatter bl.a. Gåsetårnet, Ormetårnet, Jomfrutårnet, Valdemarstårnet og Møllebæktårnet - navne som dog først kendes fra 1600-tallet og frem.
I 1365 indgik Valdemar Atterdag freden i Vordingborg med en række hansestæder under ledelse af Lübeck på Vordingborg Slot, efter nogle års stridigheder. Aftalen blev underskrevet 22. november, men den var dog ugunstig for Hanseforbundet, hvilket ledte til at krigen brød ud igen i 1367.

### Efter Valdemar Atterdag
I 1435 indgik Erik af Pommern en fredsaftale med Adolf 8. af Holsten på Vordingborg slot d. 15.-17. juli, hvor Adolf fik hertugdømmet Slesvig.
Vordingborg blev aldrig udbygget med bastioner, der kunne modstå kanoner, og mistede sin militære betydning. Diverse om- og tilbygninger forandrede ikke grundlæggende borgen, og nutidens ruiner afspejler Valdemar Atterdags borg. Efter Svenskekrigene i midten af 1600-tallet.
I 1671-73 blev der på den gamle borggrund opført et barokpalæ til Prins Jørgen, søn af Frederik 3., men Jørgen blev i 1683 gift med Anne Stuart, den senere dronning Anne af Storbritannien, og nåede sikkert aldrig at bo på Vordingborg. Alle kongehusets besiddelser i Sydsjælland blev solgt ved auktion i 1774. Inden da var det tomme palæ solgt og revet ned i 1750. Dele af Vordingborg Slot blev sandsynligvis brugt til opførslen af godset Iselingen. Desuden blev bygningselementer herfra højst sandsynligt anvendt under opførelsen af Frederiksstadens palæer i København. En mandskabsfløj står dog tilbage og har indtil 2013 rummet Sydsjællands Museum.

## Borgens betydning i Østersøregionen
Vordingborg blev centrum for den ekspansive udenrigspolitik, som kong Valdemar den Store og ærkebiskop Absalon førte på den sydlige østersøkyst. I samme periode blev der anlagt et net af andre borge langs de danske øers sydvendte kyster. Blandt andre kan nævnes Nyborg, borgen på Sprogø og Tårnborg ved Korsør.
Kongen tog gerne ophold på Vordingborg Slot, når flåden samledes i Grønsund, i Fanefjord eller i vigen neden for Vordingborg inden et togt. Kulminationen blev Arkonas fald og Rügens erobring i 1169. Og det var på Vordingborg Slot, at kongen døde i 1182.

### Borgerkrige og opløsning
Efter mordet på Erik Klipping i 1286 blev Erik Menved konge, og han ønskede at genvinde Danmarks fordums storhed. Borgen kom atter i centrum for de danske ønsker om ekspansion i Østersøområdet, og dokumenter udstedt på Vordingborg viser, at kongen opholdt sig ofte på borgen. Erik Menved var hertug af Estland og fik skytsherredømme over Lübeck i 1307 og lensherredømme over Rostock 1311-12. Derfor kunne han styre en stor del af handlen mellem Europa og Norden.
Den ekspansive politik og de mange krige og oprør under Erik Menved førte dog riget i fattigdom og ulykke, og efter hans død i 1319 blev borgen i 1326 scene for et stort nederlag. Inden da var Eriks bror Christoffer (II) blevet kronet af ærkebisp Esger Iuul til konge i borgens kirke i 1324. Samme år blev datteren Margrethe giftet bort til markgreven af Brandenburg. 2 år senere må Christoffer flygte fra Vordingborg og gå i landflygtighed ( i Brandenburg?). Størstedelen af kongemagtens borge og fæstebønder var pantsat til holstenske grever.

### Nyt centrum under rigets samling
Kong Valdemar Atterdag var fra sin overtagelse af tronen i 1340 langt fra herre over hele Danmark. Store dele af riget var pantsat, og kongen brugte de første mange år af sin regeringstid til at betale de forskellige panthavere. Vordingborg blev indløst i 1346 for de penge, som Valdemar modtog for, at korsridderne fra Den Tyske Orden kunne overtage Estland.

### Et middelalderligt levn
Vordingborg blev aldrig ombygget til at kunne modstå belejringskanoner og mistede gradvist sin militære betydning. Borgens endelige knæk kom under Anden Karl Gustav-krig i 1658-60, hvor garnisonen ved svenskernes ankomst var trukket til København, så den svenske hær uden kamp kunne tage borgen i besiddelse. Efter krigen var borgen så ødelagt, at den blev revet ned.
Sidste egentlige militære opgør ved borgen var således under Valdemar Atterdag, og i takt med, at kongemagten etablerede sig fast i København, fungerede borgen herefter mest som sæde for skiftende høvedsmænd, der herfra administrerede Vordingborg Len.

## Arkæologiske undersøgelser på Vordingborg Slot
I perioden 1889-1946 foretog Nationalmuseet med jævne mellemrum arkæologiske undersøgelser på Vordingborg Slot. Først i 1995 blev disse undersøgelser genoptaget af Sydsjællands Museum (nu Museum Sydøstdanmark/ Danmarks Borgcenter) under ledelse af Museumsinspektør Mag.art. Dorthe Wille-Jørgensen. Hendes forskning og udgravningernes resultater fremlagde hun i sin videnskabelige publikation med titlen Kongens Borg - 123 års arkæologi på Vordingborg som udkom i 2014.
I 2012-2013 blev der udført yderligere arkæologiske udgravninger på slottet.
I april 2014 åbnede Danmarks Borgcenter ved den 4 hektar store borgruin, i form af et udstillingshus som opførtes samtidig med, at hele den gamle borgruin revitaliseredes med omfattende udgravninger, vand i voldgravene og uden- og indendørs formidling.
Udgravningerne i forbindelse med projektet har bl.a. medført fundet af et helt 10-15 meter højt borgtårn, som var styrtet sammen i voldgraven. Tårnet menes at være væltet ud i voldgraven engang før år 1600, muligvis pga. problemer med fundamentet. Desuden fandt man Danmarks hidtil eneste bevarede middelalderlige robåd som nu går under navnet Vordingborgbåden. På baggrund af dendrokronologiske undersøgelser ved man at båden blev bygget omkring år 1400 og stammer altså fra Margrethe den 1. tid. Båden, der er 6 m lang, kan være blevet brugt i forbindelse med fiskegårde i voldgraven eller til egentlige bådture.